# جهان گم‌شده (فیلم ۱۹۲۵)
جهان گم‌شده ([The Lost WOrld] Error: {{Lang-xx}}: متن دارای نشانه‌گذاری ایتالیک است (راهنما)) یک فیلم در ژانر ترسناک، علمی تخیلی، فانتزی، هیولایی، و صامت است که در سال ۱۹۲۵ منتشر شد.

## بازیگران
- بسی لاو
- لوئیس استون
- والاس بیری
- لوید هیوز
- آلما بنت
- آرتور هویت
- بول مونتانا
- آرتور کانن دویل
- گیلبرت رولان
- لئو وایت